# Berceni
Berceni es una comuna ubicada en el distrito de Prahova, Rumania.

## Superficie
Posee una superficie de 31,01 kilómetros cuadrados.

## Demografía
Hasta 2021 la población era de 5925 habitantes, con una densidad de población de 191,1 habitantes por kilómetro cuadrado.